# Dysschema bivittata
Dysschema bivittata är en fjärilsart som beskrevs av Walker 1854. Dysschema bivittata ingår i släktet Dysschema och familjen björnspinnare. Inga underarter finns listade i Catalogue of Life.